# Cambodia Second League
La Cambodia Second League (in lingua khmer: ក១) è la seconda divisione del campionato cambogiano di calcio.

## Regolamento
In una squadra, il 50% dei giocatori in rosa deve avere meno di 21 anni. Non possono essere tesserati giocatori stranieri.

## Albo d'oro
- 2016:  Kirivong Sok Sen Chey
- 2017:  Visakha
- 2018: Non disputato
- 2019: Non disputato
- 2020:  Prey Veng
- 2021:  Bati Youth
- 2022:  Electricite du Cambodge

## Titoli per squadra
| Club                    | Vittorie | Stagioni |
| ----------------------- | -------- | -------- |
| Kirivong Sok Sen Chey   | 1        | 2016     |
| Visakha                 | 1        | 2017     |
| Prey Veng               | 1        | 2020     |
| Bati Youth              | 1        | 2021     |
| Electricite du Cambodge | 1        | 2022     |